# Державна справа (журнал)
Журна́л «Держа́вна спра́ва» — періодичне громадсько-політичне видання засноване 2005 року, зміст якого визначається публікаціями, що сприяють формуванню привабливого для потенційних інвесторів іміджу України як держави з потужним інтелектуальним та економічним потенціалом, природними ресурсами, відкривають всю багатогранність державотворчого процесу та пошук «нової ідеології» для «нової України», здатної адекватно відповідати на виклики часу й якій притаманні цивілізованість, динамічність, сталий розвиток.
Оригінальність «Д. С.» у тому, що журнал є синтетичним (об'єднавчим) виданням, розрахованим і на столичну та регіональну еліту (владна й політична верстви, науковці, митці, бізнесмени, військові…), й на широку аудиторію тих, хто підтримує рух України до кола демократичних, правових та заможних держав як відкритої країни, що прагне утвердження принципів багатокультурності та загальнолюдських цінностей.
Творче кредо колективу редакції ґрунтується на розумінні, що публікації «Д. С.» є наслідком аналітично-інформаційного освоєння сьогодення й відображення його з майстерним використанням журналістських жанрів (нарис, фейлетон, репортаж, інтерв'ю, памфлет, стаття…) та високохудожніх засобів.

## Зміст видання структурується в чотирьох напрямках
- Політика, влада: діяльність Перших осіб держави, парламенту, уряду, міністерств; життя Києва — столиці України; міжнародне співробітництво України;
- Економіка, бізнес: стратегія розвитку України — європейської держави з соціально-ринковою економікою, що забезпечує динамічні темпи перетворення народного господарства на засадах конкурентноспроможності та світових стандартів якості;
- Гуманітарна, соціальна сфери (утвердження принципів духовно-морального відродження суспільства на засадах всебічної підтримки розвитку науки, культури та освіти, пріоритет традицій класичної культури та традиційної народної),
- Ексклюзив. Особливий — заключний розділ журналу, де друкуються матеріали-відкриття з царини історії, мистецтва, культури тощо.